# Pío Zabala Lera
Pío Zabala Lera (Saragossa, 19 de novembre de 1879 - Madrid, 20 d'agost de 1968) va ser un historiador i polític espanyol, fill de Manuel Zabala Urdániz. Fou diputat a les Corts Espanyoles per Conca i va exercir diversos càrrecs a l'administració pública dins el grup maurista a partir del 1913. Va publicar nombroses obres històriques des de 1906, basades directament en els arxius.

## Biografia
Estudià amb els Jesuïtes de Saragossa i es llicencià amb premi extraordinari en filosofia i lletres i dret a la Universitat de València i a la Universitat de Madrid. El 1904 es doctorà a la Universitat Central de Madrid i el 1906 va obtenir la càtedra d'història moderna i contemporània de la Universitat de València. Poc després es va traslladar a Madrid i va militar al Partit Conservador, integrant-se en el projecte d'Antoni Maura i Montaner.
Amb aquest partit fou elegit diputat pel districte de San Clemente (província de Conca) a les eleccions generals espanyoles de 1918 i 1919, i des del seu escó va criticar la Institución Libre de Enseñanza i la Junta d'Ampliació d'Estudis. L'abril de 1919 fou nomenat Director general d'Ensenyament Primari i amb César Silió y Cortés va redactar el Decret d'Autonomia Universitària de maig de 1919. El 1921 fou designat subsecretari del Ministeri d'Educació d'Espanya.
Va donar suport la Dictadura de Primo de Rivera i el 1927 fou escollit membre de l'Assemblea Nacional Consultiva El 1928 fou nomenat conseller d'Instrucció Pública i el 1930 membre del Patronat de la Universitat de Madrid. El 25 de març de 1931 fou nomenat rector de la Universitat Complutense de Madrid, càrrec que va ocupar fins al 27 d'abril de 1931, poc després de la proclamació de la Segona República Espanyola.
El 1934 va ser escollit acadèmic de la Reial Acadèmia de la Història, tot i que no en va prendre possessió fins al 1938.
En començar la guerra civil espanyola fou separat de la seva càtedra i enviat a l'Institut de Segon Ensenyament de Sant Sebastià, on contactà amb Pedro Sainz Rodríguez, qui el 1939 el va proposar com a rector de la Universitat Complutense de Madrid, càrrec que va ocupar fins a 1951. Simultàniament fou procurador en Corts de 1943 a 1951. També fou vocal del consell ple del CSIC; membre dels patronats Ramon Llull i Marcelino Menéndez Pelayo, vicedirector de l'Institut Jerónimo Zurita d'Història i director de la revista Hispània des de la seva fundació el 1940 fins a 1958. Va morir a Madrid el 1968, apartat de tota activitat pública.

## Obres
- España bajo los Borbones (Zaragoza, Institución Fernando el Católico, 2009).